# غوستا يوهانسون
غوستا يوهانسون (بالسويدية: Gösta "Lill-Lulle" Johansson)‏ هو لاعب هوكي الجليد سويدي، ولد في 2 مارس 1929 في ستوكهولم في السويد، وتوفي بنفس المكان في 10 أبريل 1997 بسبب سرطان.

## وصلات خارجية
- غوستا يوهانسون على موقع EliteProspects.com (الإنجليزية)
- غوستا يوهانسون على موقع Eurohockey.com (الإنجليزية)
- غوستا يوهانسون على موقع أوليمبيديا (الإنجليزية)
- غوستا يوهانسون على موقع اللجنة الأولمبية السويدية (السويدية)